# Кастел Бољоне
Кастел Бољоне (итал. Castel Boglione) је насеље у Италији у округу Асти, региону Пијемонт.
Према процени из 2011. у насељу је живело 159 становника. Насеље се налази на надморској висини од 267 м.

## Становништво
| 1936. | 1951. | 1961. | 1971. | 1981. | 1991. | 2001. | 2011. |
| ----- | ----- | ----- | ----- | ----- | ----- | ----- | ----- |
| 1.506 | 1.269 | 1.008 | 755   | 747   | 702   | 645   | 614   |